# Capilares linfáticos

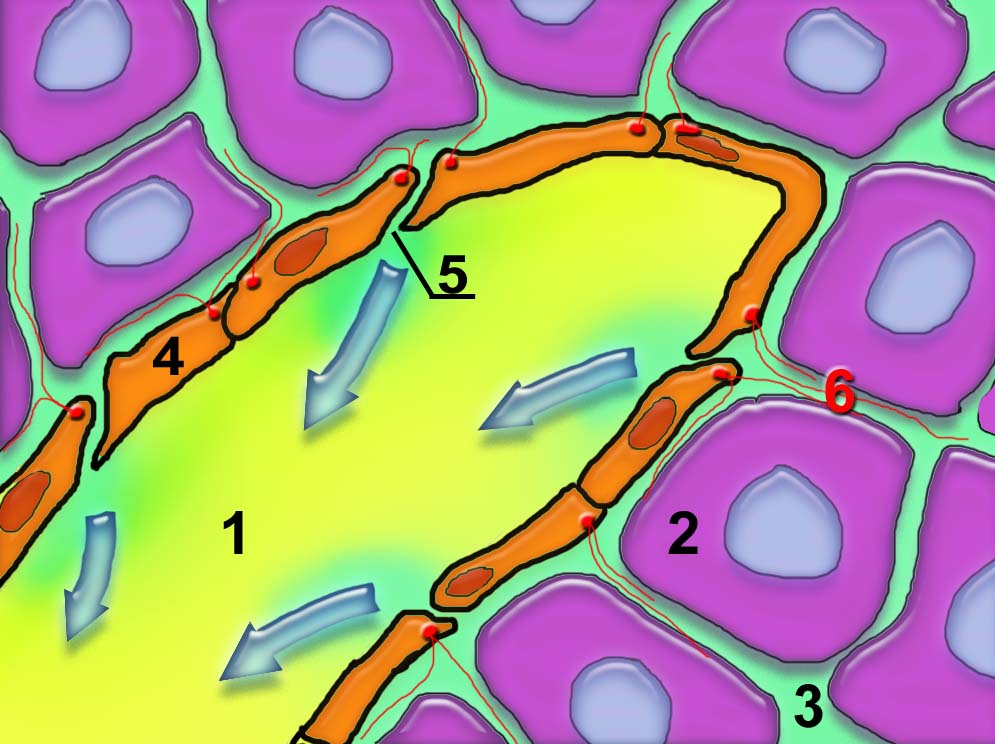
1 Interior del capilar.
2. Célula y núcleo.
3. Espacio intersticial.
4. Célula endotelial del capilar linfático.
5. Abertura en el endotelio.
6. Filamento de anclaje.

Los capilares linfáticos son diminutos vasos de paredes delgadas, cerrados por un extremo y localizados en los espacios intercelulares distribuidos por todo el cuerpo, excepto en el sistema nervioso central y los tejidos no vasculares. El propósito principal es drenar el exceso de fluidos de los tejidos que no son reabsorbidos por los capilares venosos. Este fluido que circula por el lumen (cavidad elongada de una estructura tubular) es conocido como linfa, la cual es transportada a través de los capilares que desembocan en los vasos linfáticos hasta los nódulos linfáticos.
Los capilares linfáticos tienen un diámetro ligeramente mayor que los sanguíneos y poseen una peculiar estructura que permite al líquido intersticial entrar en ellos pero no salir.
Los extremos de las células endoteliales que constituyen la pared de un capilar se superponen. Cuando la presión es mayor en el fluido intersticial que en la linfa, las células se separan ligeramente (como una puerta batiente de dirección única) para permitir el paso del líquido. En cambio, si la presión es mayor en el capilar, las células se unen más entre sí para impedir la salida de la linfa. Esta linfa, debido a su alto contenido en proteínas sanguíneas, causa que los capilares tengan una mayor presión oncótica. 
Adheridas a los capilares se encuentran unas fibras elásticas llamadas filamentos de anclaje, que se extienden desde el capilar para sujetar  las células endoteliales de los tejidos circundantes. 
Cuando el exceso de líquido intersticial se acumula y causa inflamación en los tejidos, los filamentos son estirados, provocando que la abertura entre las células se ensanche para que pueda fluir más líquido al capilar.
Por término medio, alrededor de una décima parte del líquido intersticial entra en los capilares linfático, en lugar de volver a la sangre a través de los capilares sanguíneos.